# Christian Friedrich Nohr
Christian Friedrich Nohr,  född den 7 oktober 1800 i Langensalza, Thüringen, död den 5 oktober 1875 i Meiningen, var en tysk musiker. 
Nohr var flöjtist vid ett regemente i Gotha. Han tog avsked från regementet 1821 och blev elev till Spohr i violin. Nohr upparbetade sig snart till violinvirtuos och utnämndes 1828 till konsertmästare hos hertigen av Meiningen. Han skrev kompositioner för blåsinstrument, operor med mera.